# Wrzesień 2002

## 6 września2002
- Na chorzowskim rynku postawiono pomnik Friedricha Wilhelma von Redena, autorstwa tyskiego rzeźbiarza Augustyna Dyrdy.

## 10 września2002
- Szwajcaria została pełnym członkiem ONZ.

## 12 września2002
- Sejm uchwalił ustawę o elektronicznych instrumentach płatniczych.

## 18 września2002
- Polityk Vichy Maurice Papon został zwolniony z więzienia, ze względu na stan zdrowia.

## 20 września2002
- Kongregacja ds. Kultu Bożego i Dyscypliny Sakramentów zatwierdziła "błogosławionego Stefana Wincentego Frelichowskiego, prezbitera i męczennika, na patrona polskich harcerzy przed Bogiem".
- Na Słowacji odbyły się wybory parlamentarne.

## 21 września2002
- W Warszawie został otwarty Most Siekierkowski.

## 22 września2002
- W Niemczech odbyły się wybory parlamentarne zakończone zwycięstwem rządzących socjaldemokratów.

## 23 września2002
- Belgia jako drugi kraj na świecie (po Holandii) zalegalizowała eutanazję.
- Ukazała się przeglądarka internetowa Phoenix, której kolejne wersje nosiły nazwę Firefox.

## 27 września2002
- Timor Wschodni stał się członkiem ONZ.
- Janusz Śniadek zastąpił Mariana Krzaklewskiego na stanowisku przewodniczącego NSZZ Solidarność.